# Katedra Wniebowzięcia Najświętszej Maryi Panny w Varaždinie
Katedra Wniebowzięcia Najświętszej Maryi Panny w Varaždinie (chor. Katedrala Uznesenja Blažene Djevice Marije na nebo) – główna świątynia rzymskokatolickiej diecezji Varaždin w Chorwacji, utworzonej w 1997. Mieści się przy ulicy Pavlinskiej, niedaleko głównego placu miasta. Jest jedną z najważniejszych barokowych budowli sakralnych w północnej Chorwacji.
Została wybudowana w latach 1642–1646 w stylu wczesnobarokowym przez jezuitów. Jest to kościół jednonawowy, posiadający wieżę oraz kaplice boczne, nad którymi znajdują się dwie galerie. Jako projektant i kierownik budowy jest wspomniany jezuita Juraj Matota, podczas gdy budowa była finansowana przez hrabiego Gašpara Draškovicia.